# Marcy-l'Étoile
Marcy-l'Étoile és un municipi francès, situat a la metròpoli de Lió i a la regió de Alvèrnia - Roine-Alps. L'any 2007 tenia 3.199 habitants.

## Demografia

### Població
El 2007 la població de fet de Marcy-l'Étoile era de 3.199 persones. Hi havia 900 famílies de les quals 161 eren unipersonals (61 homes vivint sols i 100 dones vivint soles), 230 parelles sense fills, 432 parelles amb fills i 77 famílies monoparentals amb fills.
La població ha evolucionat segons el següent gràfic:
Habitants censats

### Habitatges
El 2007 hi havia 1.025 habitatges, 949 eren l'habitatge principal de la família, 32 eren segones residències i 43 estaven desocupats. 785 eren cases i 232 eren apartaments. Dels 949 habitatges principals, 688 estaven ocupats pels seus propietaris, 238 estaven llogats i ocupats pels llogaters i 22 estaven cedits a títol gratuït; 28 tenien una cambra, 41 en tenien dues, 103 en tenien tres, 226 en tenien quatre i 551 en tenien cinc o més. 833 habitatges disposaven pel capbaix d'una plaça de pàrquing. A 340 habitatges hi havia un automòbil i a 560 n'hi havia dos o més.

### Piràmide de població
La piràmide de població per edats i sexe el 2009 era:
| Homes | Edats   | Dones |
| ----- | ------- | ----- |
| 0     | 95 o +  | 0     |
| 0     | 90 a 94 | 4     |
| 0     | 85 a 89 | 16    |
| 0     | 80 a 84 | 36    |
| 20    | 75 a 79 | 16    |
| 36    | 70 a 74 | 28    |
| 28    | 65 a 69 | 56    |
| 56    | 60 a 64 | 52    |
| 68    | 55 a 59 | 52    |
| 116   | 50 a 54 | 124   |
| 148   | 45 a 49 | 112   |
| 116   | 40 a 44 | 156   |
| 92    | 35 a 39 | 128   |
| 72    | 30 a 34 | 80    |
| 76    | 25 a 29 | 36    |
| 162   | 20 a 24 | 220   |
| 156   | 15 a 19 | 160   |
| 184   | 10 a 14 | 128   |
| 104   | 5 a 9   | 96    |
| 56    | 0 a 4   | 92    |

## Economia
El 2007 la població en edat de treballar era de 2.269 persones, 1.450 eren actives i 819 eren inactives. De les 1.450 persones actives 1.372 estaven ocupades (702 homes i 670 dones) i 78 estaven aturades (41 homes i 37 dones). De les 819 persones inactives 148 estaven jubilades, 543 estaven estudiant i 128 estaven classificades com a «altres inactius».

### Ingressos
El 2009 a Marcy-l'Étoile hi havia 1.004 unitats fiscals que integraven 2.857,5 persones, la mediana anual d'ingressos fiscals per persona era de 25.279 €.

### Activitats econòmiques
Dels 118 establiments que hi havia el 2007, 2 eren d'empreses alimentàries, 4 d'empreses de fabricació d'altres productes industrials, 7 d'empreses de construcció, 22 d'empreses de comerç i reparació d'automòbils, 5 d'empreses de transport, 9 d'empreses d'hostatgeria i restauració, 2 d'empreses d'informació i comunicació, 8 d'empreses financeres, 8 d'empreses immobiliàries, 26 d'empreses de serveis, 15 d'entitats de l'administració pública i 10 d'empreses classificades com a «altres activitats de serveis».
Dels 22 establiments de servei als particulars que hi havia el 2009, 1 era una oficina de correu, 1 una oficina bancària, 1 taller de reparació d'automòbils i de material agrícola, 1 guixaire pintor, 1 fusteria, 1 lampisteria, 2 electricistes, 2 perruqueries, 3 veterinaris, 5 restaurants, 1 agència immobiliària, 1 tintoreria i 2 salons de bellesa.
Dels 6 establiments comercials que hi havia el 2009, 1 era una botiga de menys de 120 m², 2 fleques, 1 una llibreria, 1 una botiga de roba i 1 una joieria.
L'any 2000 a Marcy-l'Étoile hi havia 11 explotacions agrícoles que ocupaven un total de 60 hectàrees.

## Equipaments sanitaris i escolars
El 2009 hi havia 1 hospital de tractaments de mitja durada (seguiment i rehabilitació) i 1 farmàcia.
El 2009 hi havia 1 escola maternal i 2 escoles elementals.
Marcy-l'Étoile disposava d'un centre de formació no universitària superior.

## Poblacions més properes
El següent diagrama mostra les poblacions més properes.